# Iskaka
Iskaka, en arabe : إسكاكا, est un village du gouvernorat de Salfit en Palestine. Il est situé à 27 kilomètres au sud-ouest de Naplouse au nord de la Cisjordanie.
Selon le recensement du bureau central palestinien des statistiques, la localité compte une population de 1 198 habitants en 2017.